# Marianne Danckwardt
Marianne Danckwardt (* 28. Juni 1942 in Berlin) ist eine deutsche Musikwissenschaftlerin und Hochschullehrerin im Ruhestand.

## Leben und Wirken
Nach dem Abitur 1961 an der St.-Anna-Oberrealschule in München studierte sie zunächst in Berlin Schulmusik und Mathematik und absolvierte außerdem den Studiengang Tonmeister. Nach knapp einjähriger Tätigkeit als Aufnahmeleiterin und Redakteurin am Südwestfunk und parallel zu Lehrtätigkeit und anschließendem Referendariat an Gymnasien begann sie 1968 mit dem Studium der Musikwissenschaft (Thrasybulos Georgiades) und der Nebenfächer Lateinische Philologie des Mittelalters (Bernhard Bischoff) und Physik (Walter Rollwagen) an der Ludwig-Maximilians-Universität München.
Sie erhielt dort 1970 eine Assistentenstelle, wurde 1975 promoviert und wurde nach erfolgter Habilitation (1982) zur Akademischen Oberrätin auf Zeit ernannt. Seit 1984 lehrte sie an der Münchner Universität als Privatdozentin und vertrat seit 1985 Professuren in Frankfurt, Tübingen, Saarbrücken und Göttingen. Von 1988 bis 2005 war sie Lehrstuhlinhaberin für Musikwissenschaft an der Universität Augsburg.
Danckwardts Forschungsarbeit konzentriert sich auf Untersuchungen zu Satztechnik und Werkinterpretation; die wichtigsten Themenbereiche sind die Musik des 18. Jahrhunderts und die mittelalterliche aquitanische Mehrstimmigkeit. Von 2004 bis zur Auflösung 2021 war sie Präsidentin der Internationalen Leopold Mozart Gesellschaft e.V. und widmete sich in diesem Zusammenhang auch der Herausgabe von Werken Leopold Mozarts bzw. ihm zugeschriebener Werke (in der Reihe Documenta Augustana Musica, Mettenheim 2004–2020, Edition von 10 Bänden – zwei davon zusammen mit anderen Herausgebern – und Mitarbeit an 11 Bänden).

## Schriften
(Auswahl)
- Die langsame Einleitung. Ihre Herkunft und ihr Bau bei Haydn und Mozart (= Münchner Veröffentlichungen zur Musikgeschichte 25). Tutzing 1977, ISBN 3-79520-196-9, 3-79520-205-1.
- Instrumentale und vokale Kompositionsweisen bei Johann Sebastian Bach (= Münchner Veröffentlichungen zur Musikgeschichte 39). Tutzing 1985, ISBN 3-79520-439-9.

Als Herausgeberin:
- Wolfgang Plath, Mozart-Schriften. Ausgewählte Aufsätze (= Schriftenreihe der Internationalen Stiftung Mozarteum Salzburg 9). Kassel u. a. 1991, ISBN 3-76181-025-3.
- gemeinsam mit Wolf-Dieter Seiffert: Bericht über das Mozart-Symposion zum Gedenken an Wolfgang Plath, Augsburg, 13. bis 16. Juni 2000 (= Mozart-Jahrbuch 2001). Kassel u. a. 2003, ISBN 3-76181-580-8.